# مقطرة (آلة تعذيب)

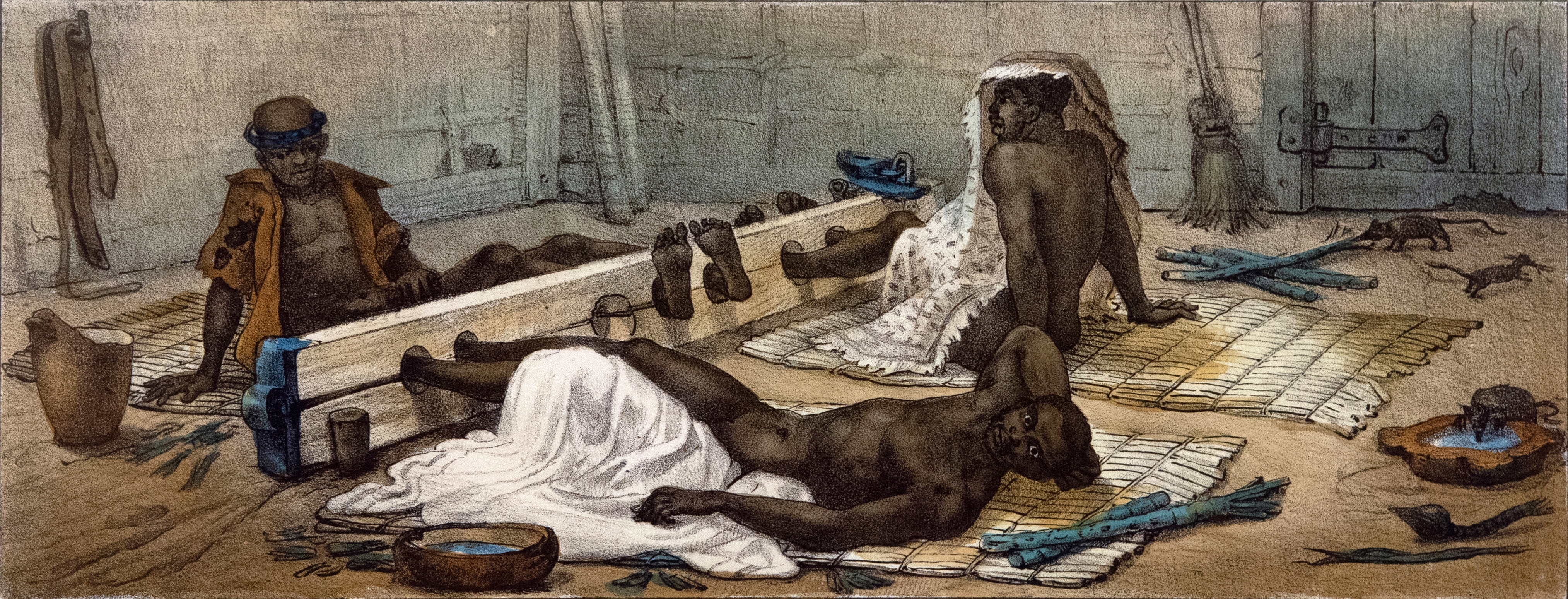
مُستعبدون سود مُقيدون في المقطرة في البرازيل 1830.

المقطرة أو دَهَقٌ (بالإنجليزية: Stock)‏، هي آلة تقليدية استخدمت كشكل من أشكال العقوبة البدنية والإذلال العام والتعذيب.
المقطرة تتكون من لوحات خشبية كبيرة مع فتحات، تقوم عن طريق تقييد قدم واحدة.
تتكون المقطرة من وضع لوحات حول كاحلين الشخص أو معصميه، بينما يتم تثبيت الألواح على عمود وتوضع حول ذراع الشخص ورقبته، مما يجبرهم على الوقوف.
يعتبر البعض أن المقطرة مثال على التعذيب والعقوبة القاسية وغير العادية. قد يتم إهانة الضحايا أو ركلهم أو دغدغتهم أو البصق عليهم أو تعرضهم لأعمال غير إنسانية أخرى. في الكتاب المقدس، تم تفصيل معاملة بولس وسيلا تلاميذ يسوع في أعمال الرسل: «بعد تلقيه هذه التهمة، وضعهم في السجن الداخلي وربطوا أقدامهم في المقطرة».
وقد استخدمت المقطرة من قبل السلطات المدنية والعسكرية من العصور الوسطى إلى العصور الحديثة المبكرة بما في ذلك المستعمرة الأمريكية. كانت العقوبة العامة أمرًا شائعًا من حوالي 1500 إلى 1748 على الأقل. كانت المقطرة أيضاً شائعة بشكل خاص بين المتشددون الأمريكيين الأوائل، الذين استخدموا المقطرة كثيرًا لمعاقبة «الطبقة الدنيا».
في المستعمرات الأمريكية، استخدمت المقطرة أيضًا، ليس فقط للعقاب، ولكن كوسيلة لتقييد الأفراد الذين ينتظرون المحاكمة.